# Antoine Hubert Thijssen
Antoine Hubert Thijssen SVD (ur. 26 maja 1906 w Baarlo, zm. 7 lipca 1982) – holenderski duchowny katolicki, wikariusz apostolski Ende w latach 1951–1961, biskup diecezjalny Larantuki w latach 1961–1973, administrator apostolski Denpasaru w latach 1973–1980, biskup senior Larantuki w latach 1980–1982. 

## Życiorys
Święcenia kapłańskie otrzymał 31 stycznia 1932 roku w zgromadzeniu misjonarzy werbistów. 
8 marca 1951 roku papież Pius XII mianował go wikariuszem apostolskim wikariatu Ende (przekształconego w 1961 roku w archidiecezję), ze stolicą tytularną Nilopolis. 3 maja 1951 z rąk biskupa Heinricha Levena przyjął sakrę biskupią. 3 stycznia 1961 roku z rąk papieża Jana XXIII otrzymał nominację na biskupa diecezjalnego nowo powstałej diecezji w Larantuka. 23 lutego 1973 roku papież Paweł VI przyjął jego rezygnację z pełnienia obowiązków ordynariusza diecezji Larantuka, jednocześnie mianując go administratorem apostolskim diecezji Denpasar ze stolicą tytularną Eguga. 
Brał udział w I, II, III i IV sesji soboru watykańskiego II jako Ojciec Soborowy. 
4 września 1980 roku w związku z osiągnięciem kanonicznego wieku emerytalnego złożył rezygnację z zajmowanego stanowiska, stając się jednocześnie biskupem seniorem diecezji Larantuka ze stolicą tytularną Eguga. 
Zmarł 7 lipca 1982 roku.